# Komodo (pel·lícula)
Komodo és una pel·lícula de terror australo-estatunidenca dirigida per Michael Lantieri, estrenada el 1999. Ha estat doblada al català.

## Argument
Patrick, un jove, torna a una illa on els seus pares van morir fa alguns anys amb el metge Juno. Desgraciadament, s'adona que els varans de Komodo són en aquesta illa, i que els agrada la carn humana.

## Repartiment
- Jill Hennessy: Victoria
- Billy Burke: Oates
- Kevin Zegers: Patrick Connally
- Paul Gleeson: Denby, l'ajudant de Oates
- Nina Landis: Annie, la tia de Patrick
- Michael Edward-Stevens: Martin Gris, l'operador del transbordador
- Simon Westaway: Bracken, l'executiu de Pontiff Oil
- Bruce Hughes: Mr Connally, el pare de Patrick
- Jane Conroy: Mme Connally, la mare de Patrick
- Melissa Jaffer: l'àvia de Patrick
- Brian McDermott: el xèrif Gordon
- Nique Needles: el hippie del flashback

## Al voltant de la pel·lícula
- El rodatge s'ha desenvolupat a Brisbane i Moreton Island, a Austràlia.
- La cançó Sultans of Swing és interpretada per Dire Straits.